# Людвиг II: Блеск и падение короля
«Людвиг II: Блеск и падение короля» (нем. Ludwig II. — Glanz und Elend eines Königs) — немецкий исторический художественный фильм 1955 года режиссёра Хельмута Койтнера, посвящённый жизни короля Баварии Людвига II. В основу сценария положен рассказ Кадидьи Ведекинд. Премьера фильма состоялась 14 января 1955 года в Мюнхене. Для получения разрешения на проведение натурных съёмок в замках Нойшванштайн, Хоэншвангау и Херренкимзе сценарий фильма предоставлялся для ознакомления и утверждения представителям рода Виттельсбахов. В 1955 году фильм удостоился премии «Бэмби» как самый коммерчески успешный фильм года.

## Сюжет
Молодой король Баварии полон идеалистических идей по поводу будущего своего государства, но уже вскоре после восшествия на трон ему суждено осознать, что его идеи невозможно воплотить в реальности. Он устраняется от ведения государственных дел и посвящает себя искусству. К баварскому двору приглашён Рихард Вагнер, но восхищённый его творчеством король разочаровывается в личности композитора. Выступив на стороне Австрии, Бавария терпит в войне с Пруссией поражение. Людвиг узнаёт о неизлечимой душевной болезни младшего брата Отто. В вошедшей в Германскую империю Баварии король покидает Мюнхен и общество и в уединении полностью предаётся своему увлечению — строительству сказочно великолепных замков, что ввергает Баварию в крупные долги. Даже подруга юности Сисси не может убедить его отказаться от планов строительства новых замков. Консилиум врачей на основании информации, полученной от подкупленного слуги из королевского дворца, выносит свой вердикт о развившейся у короля паранойе. Кабинет министров Баварии убеждает принца Луитпольда в необходимости признать короля недееспособным во имя интересов государства. Делегация во главе с графом Гольнштейном прибывает во дворец короля, чтобы отстранить его от власти и перевезти в замок Берг, но получает достойный отпор. Когда врачи прибывают во второй раз, Людвиг подчиняется.
В замке Берг король Баварии проживает под присмотром психиатра Бернхарда фон Гуддена. Сисси считает, что в таких условиях Людвиг умрёт, и упрашивает своих братьев помочь Людвигу бежать. Людвигу тайком передают письмо от Сисси. При попытке бегства Людвиг вынужден задушить преследовавшего его Гуддена и в ужасе от содеянного кончает жизнь самоубийством в озере. Фильм начинается со сцены похорон короля Людвига. В последних кадрах фильма Сисси кладёт розу на гроб Людвига и просит о прощении.

## В ролях
- О. В. Фишер — Людвиг II
- Рут Лойверик — Елизавета Баварская, императрица Австрии
- Марианна Кох — принцесса София Баварская
- Пауль Бильдт — Рихард Вагнер
- Фридрих Домин — Отто фон Бисмарк
- Рудольф Фернау — принц Луитпольд
- Клаус Кински — принц Отто
- Эрик Фрай — Франц-Иосиф I
- Хорст Хехлер — принц Луи Фердинанд
- Эрика Бальке — Козима фон Бюлов
- Герберт Хюбнер — Франц фон Пфистермайстер, государственный секретарь Королевства Бавария.